# One Shenzhen Bay
One Shenzhen Bay (Уан-Шэньчжэнь-Бей, 深圳湾一号) — комплекс небоскрёбов, расположенный в китайском городе Шэньчжэнь, в деловом районе Наньшань. На момент постройки в 2018 году башня № 7 являлась шестым по высоте зданием города (341 м) и 35-м зданием Китая. Седьмая башня имеет 71 наземных и три подземных этажа. Основное пространство занимают квартиры, также в небоскрёбе расположены пятизвёздочный отель Raffles Shenzhen и офисы.
- One Shenzhen Bay Tower 7 (341 м, 71 этаж, 2018 год)[5]
- One Shenzhen Bay Tower 5 (190 м, 46 этажей, 2015 год)[6]
- One Shenzhen Bay Tower 6 (136 м, 35 этажей, 2015 год)[7]
- One Shenzhen Bay Tower 4 (125 м, 30 этажей, 2014 год)[8]
- One Shenzhen Bay Tower 8 (125 м, 30 этажей, 2017 год)[9]
- One Shenzhen Bay Tower 2 (104 м, 22 этажа, 2014 год)[10]

Башни № 4, 5, 6 и 8 заняты жилыми квартирами, а башня № 2 — офисами. 

## Галерея

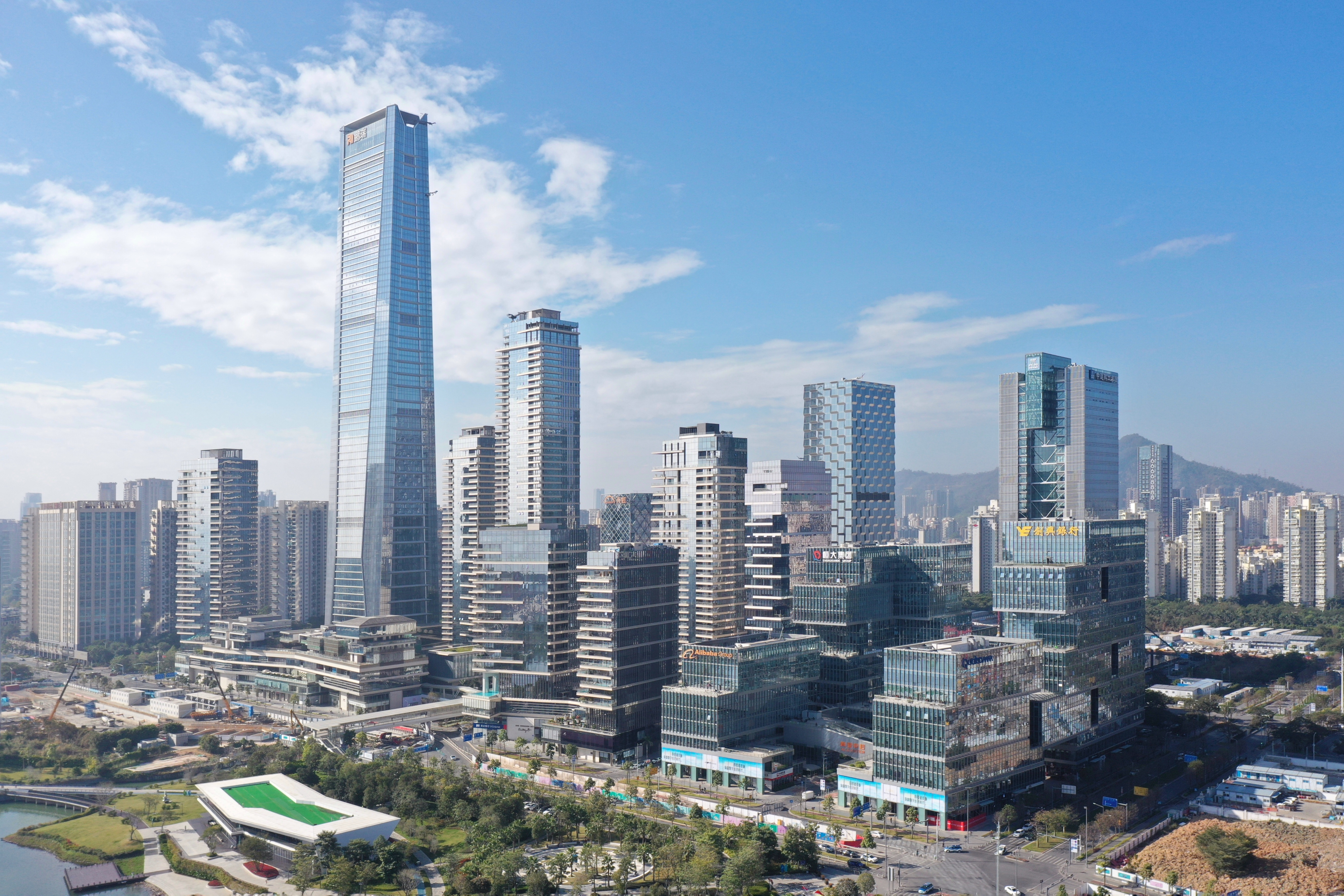
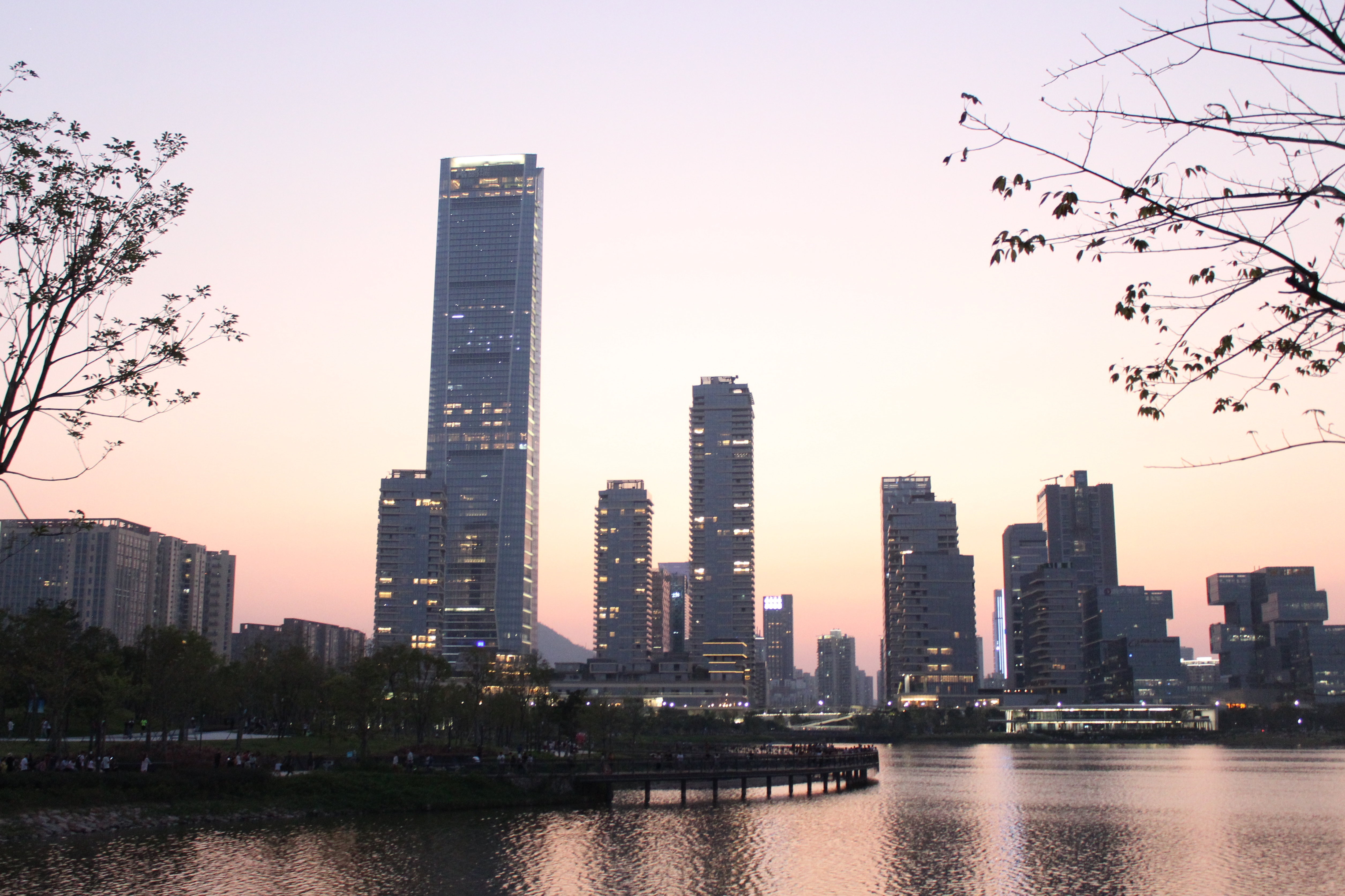
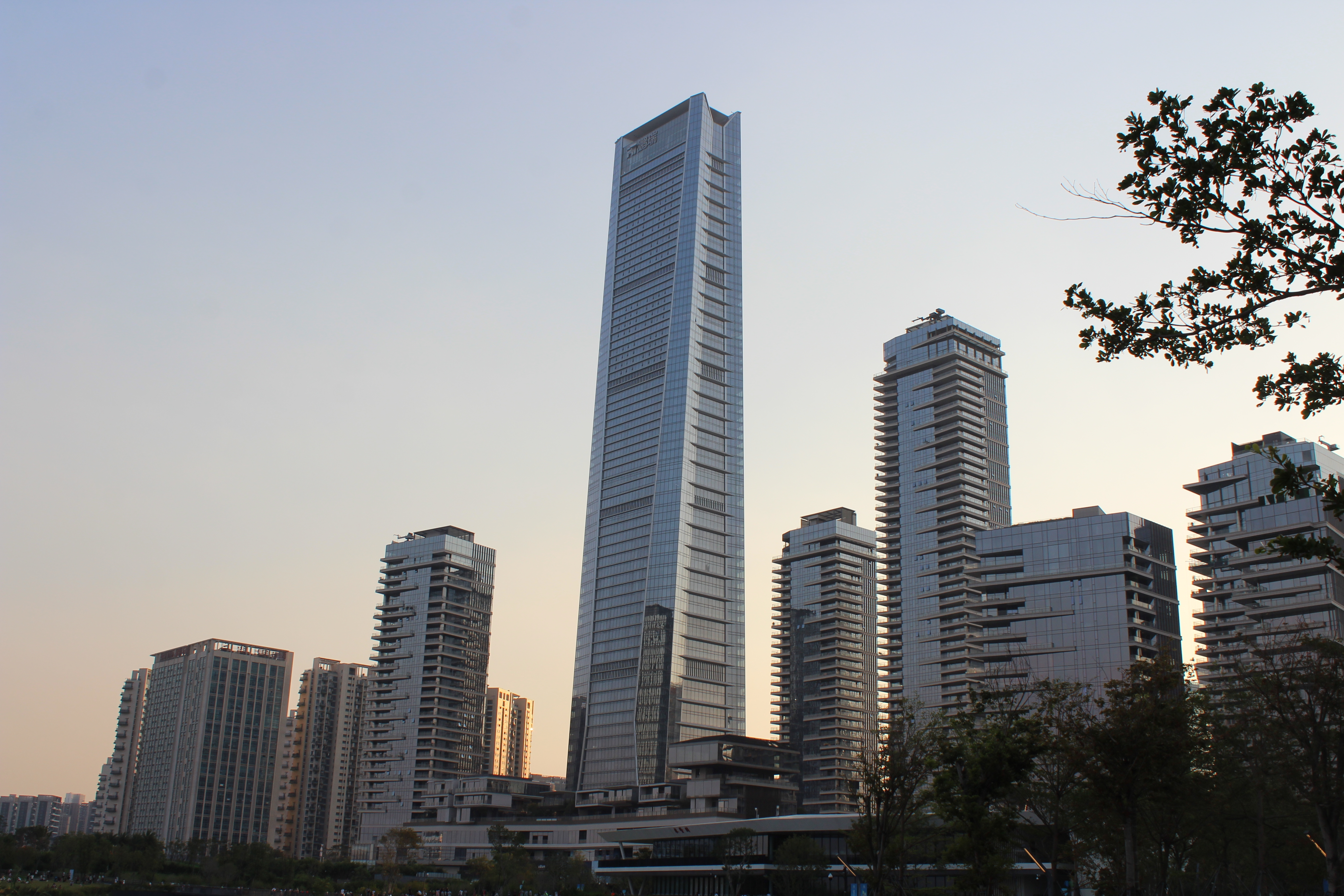
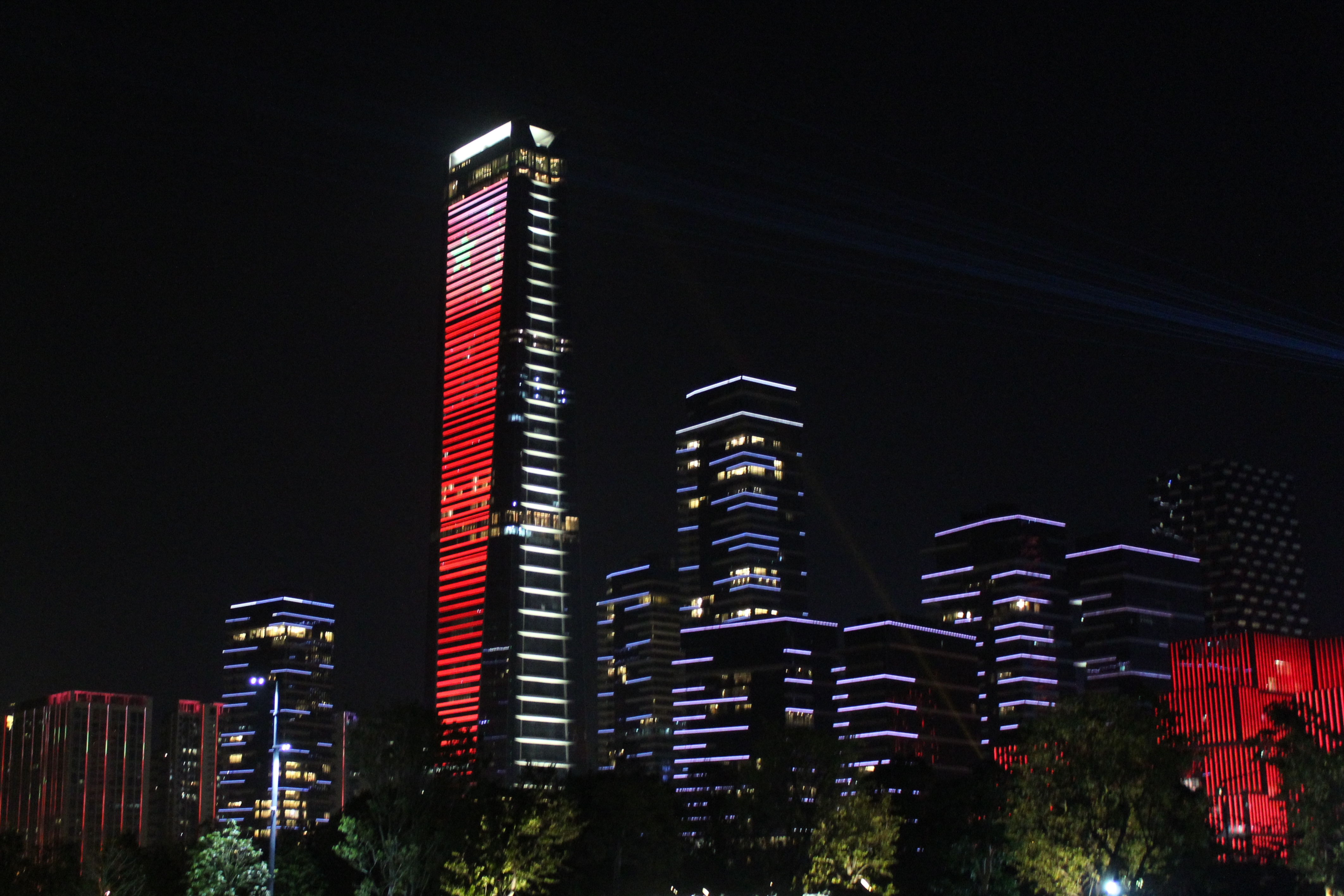
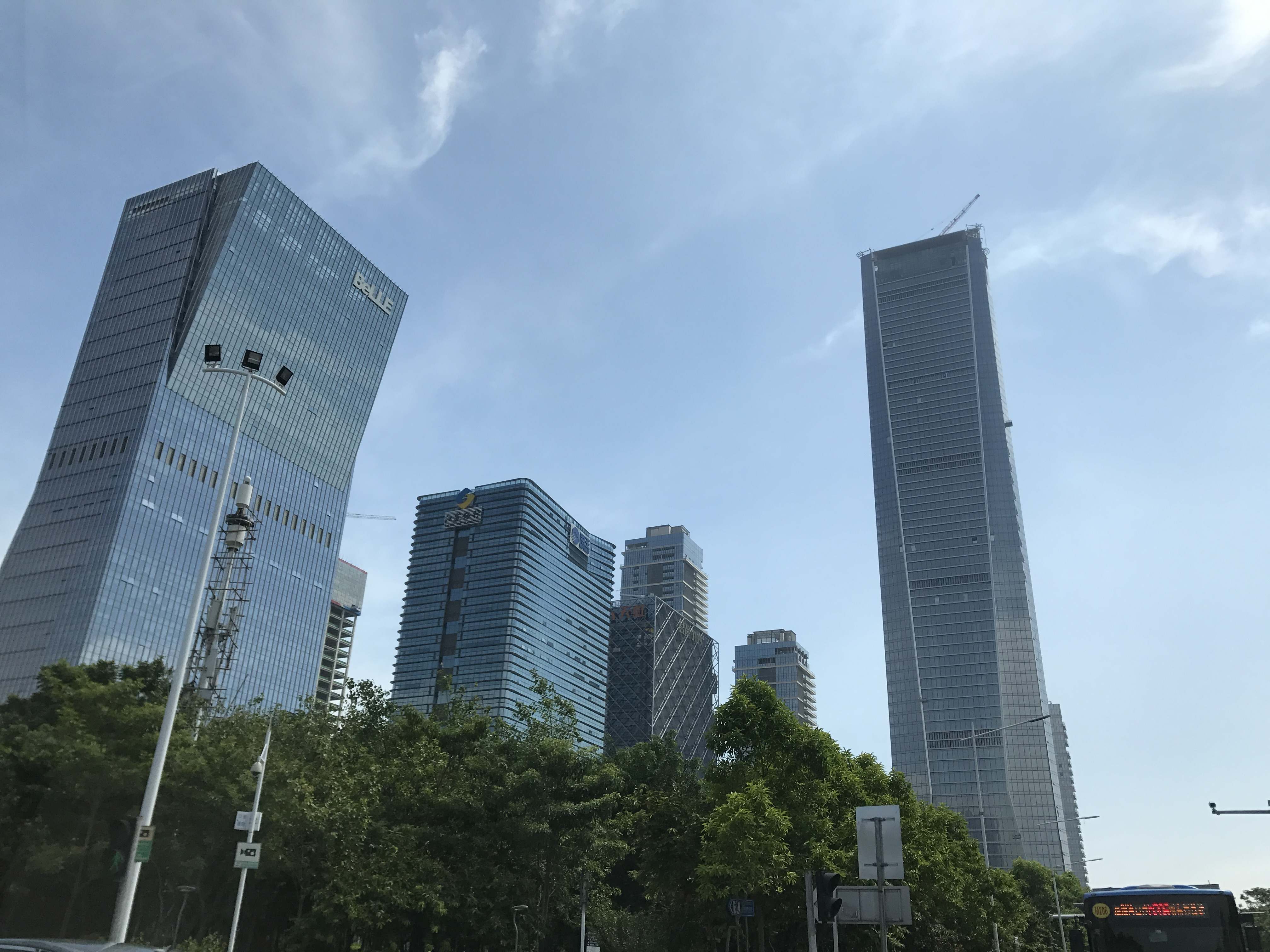
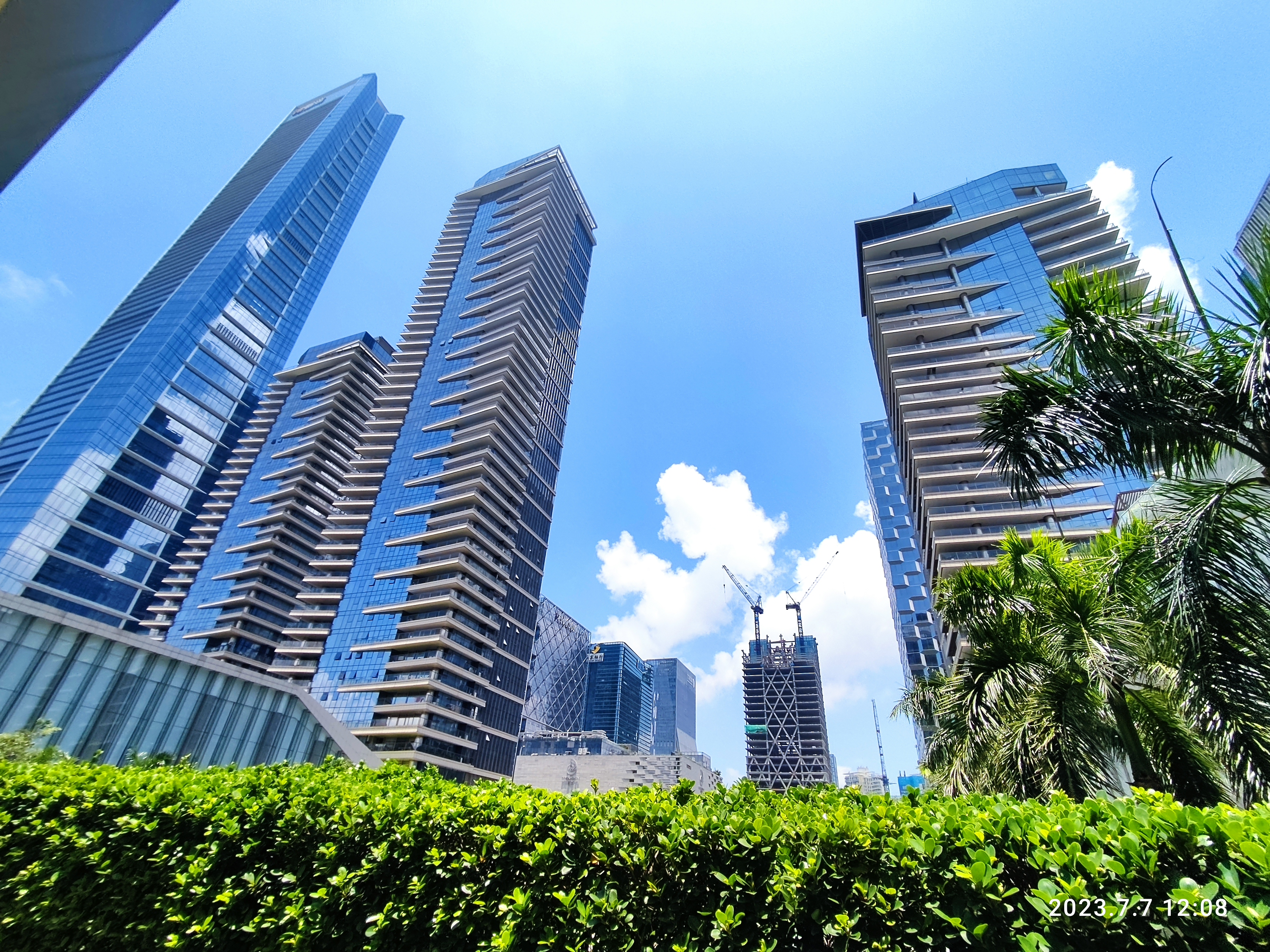
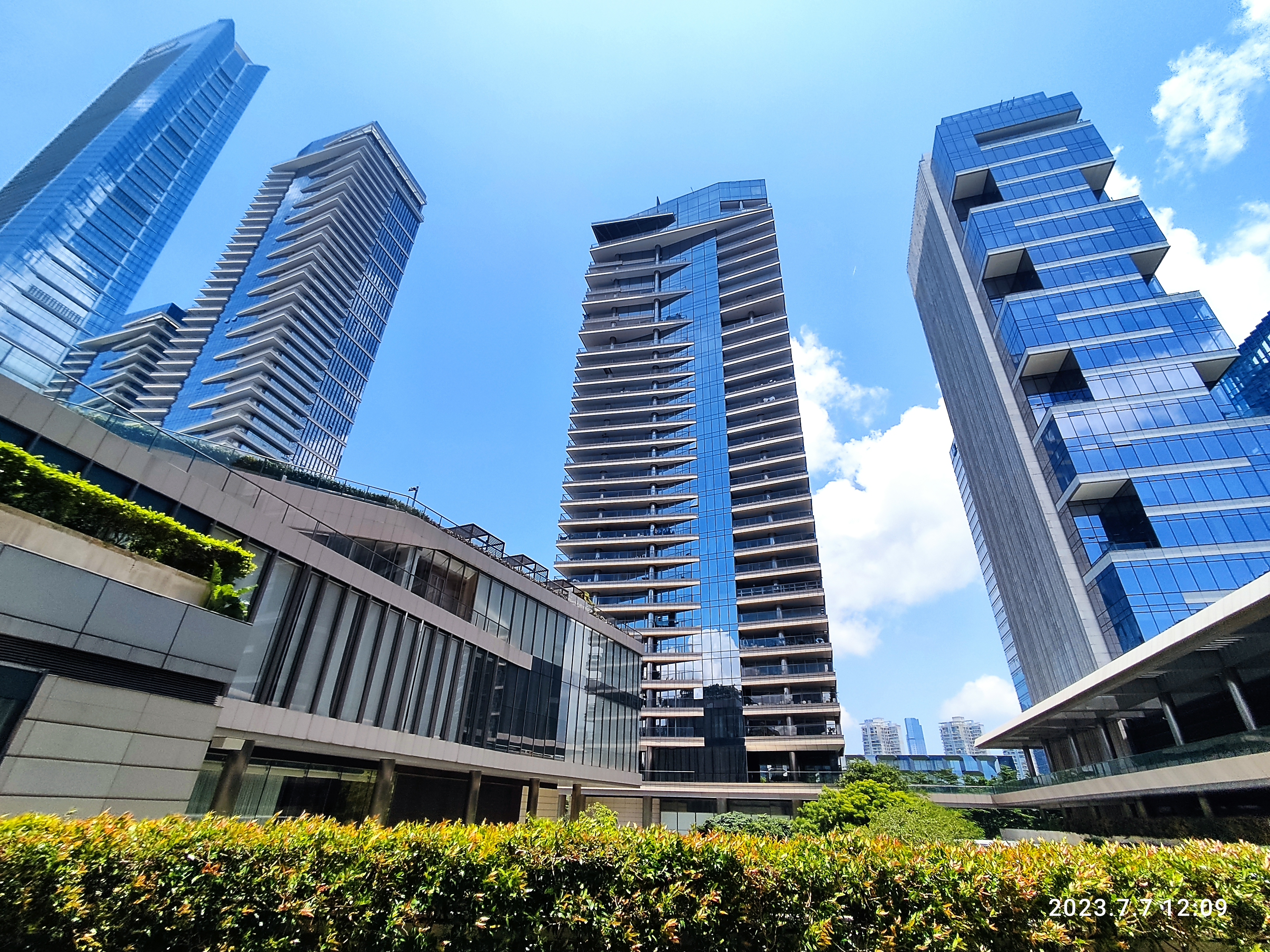
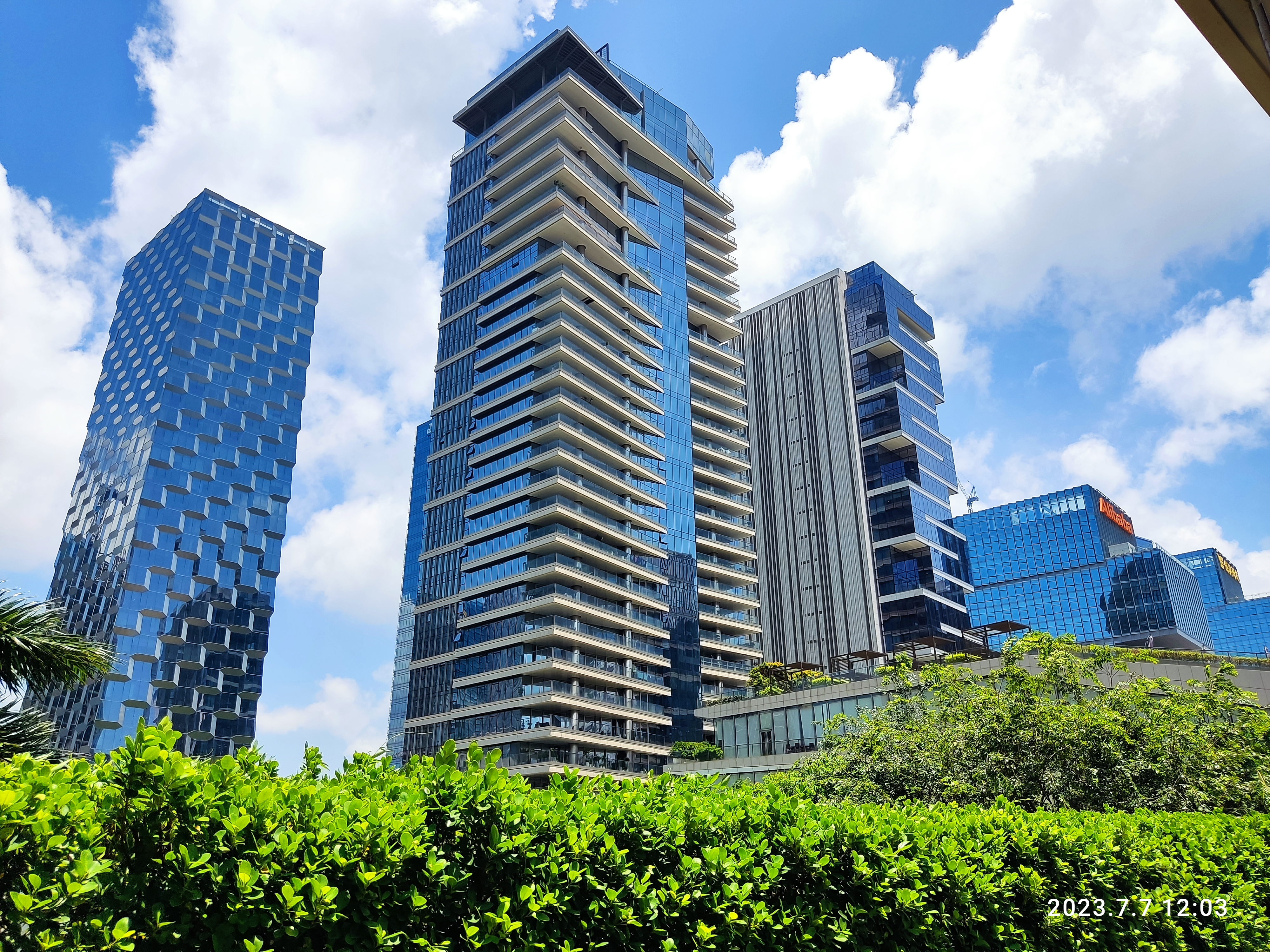